# ويليام بلانت
ويليام بلانت (بالإنجليزية: William Plant)‏ هو منافس ألعاب قوى أمريكي، ولد في 10 سبتمبر 1892 في بروكلين في الولايات المتحدة، وتوفي بنفس المكان في 1 مايو 1969.

## وصلات خارجية
- ويليام بلانت على موقع أوليمبيديا (الإنجليزية)